# براكين آيو

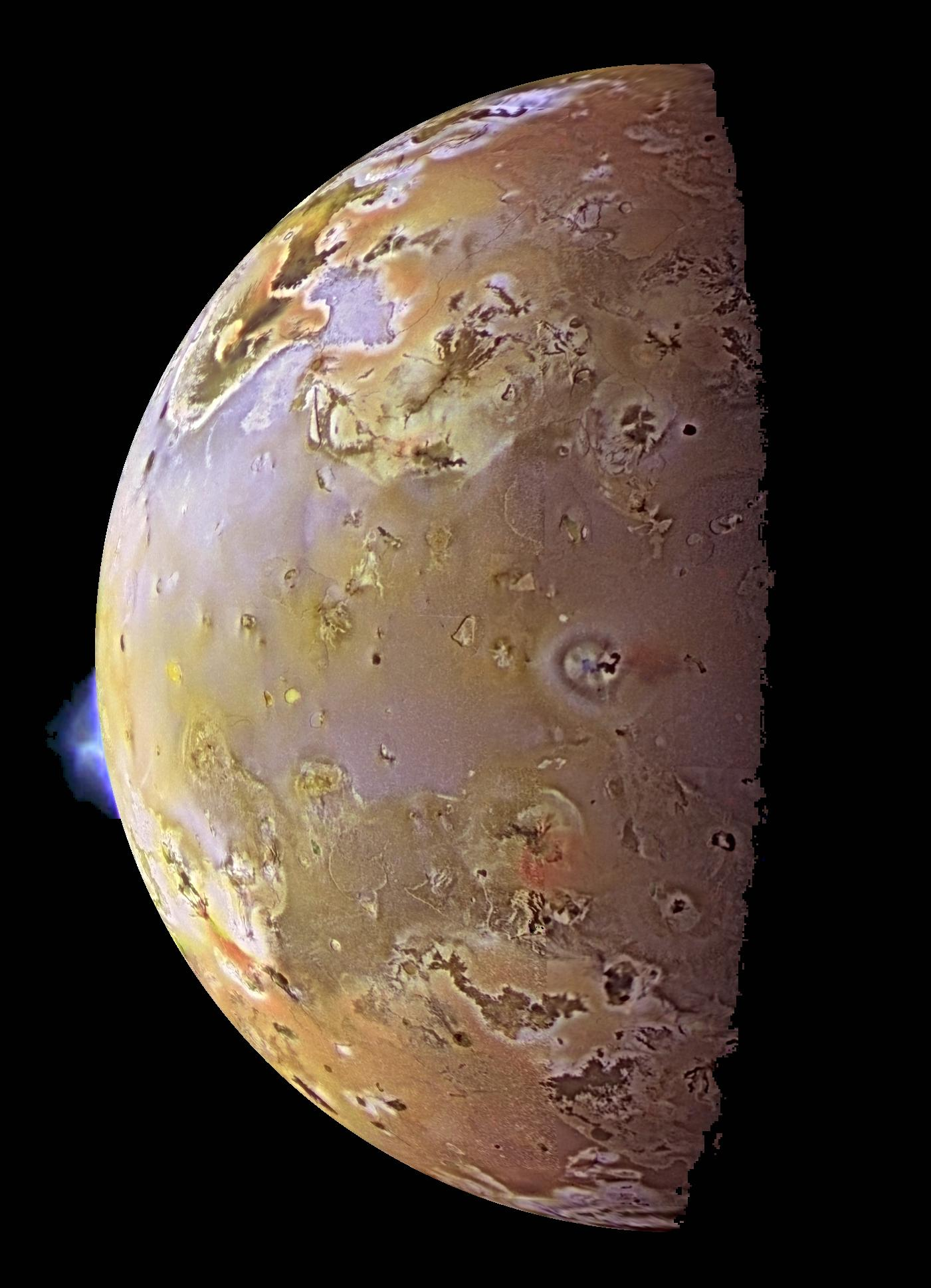
القمر آيو مع اثنين من أعمدة الدخان تتصاعد من سطحه

علم براكين أيو هي دراسة علمية للبراكين الموجودة على سطح القمر آيو أحد أقمار كوكب المشتري، وتنتج عن هذه البراكين تدفقات من الحمم البركانية والحفر بركانية، بالإضافة إلى أعمدة من ثاني أكسيد الكبريت والكبريت التي تمتد غلى مئات الكيلومترات عالياً في الفضاء. وتم اكتشاف هذا النشاط البركاني في عام 1979 من قبل فريق علم التصوير في رحلة فوياجر 1. المراقبة المستمرة للقمر آيو عبر مرور المركبات الفضائية (فوياجر، غاليليو، كاسيني-هايجنز، ونيوهورايزونز)، ومراقبة علماء الفلك الأرضيون له أسفرت عن اكتشاف أكثر من 150 بركاناً نشطاً. ومن المتوقع أن يصل عدد البراكين المكتشفة إلى أكثر من 400 بركان عبر الاستمرار في مراقبة هذا القمر. هذا النشاط البركاني للقمر آيو يجعل منه واحد من خمسة أجسام فضائية معروفة بنشاطها البركاني حالياً في النظام الشمسي والأربعة الأخرى هي (الأرض والزهرة
 وإنسيلادوس قمر زحل وترايتون قمر نبتون).

## وصلات داخلية
أقمار كوكب المشتري

## وصلات خارجية
- ملخص للنشاط البركاني المكتشف للقمر آيو، 1995–2001 نسخة محفوظة 14 مايو 2008 على موقع واي باك مشين.
- مرشحات التغير في سطح القمر آيو
- خصائص براكين القمر آيو